# IFITM3
IFITM3 (англ. Interferon-induced transmembrane protein 3; GGT1) — мембранный белок из семейства интерферон-индуцируемых мембранных белков, продукт гена человека IFITM3 .
У человека семейство IFITM представлено 4 генами 11-й хромосомы: IFITM1, IFITM2, IFITM3 и IFITM5. У мыши в семейство входят 7 белков (есть также IFITM6 и IFITM7).

## Функции
IFITM3, как и другие члены этого семейства, является антивирусным белком, который ингибирует вход вируса в клеточную цитоплазму. Белок нарушает гомеостаз холестерина. Ингибирует вход вируса в цитоплазму клетки хозяина за счёт предотвращения слияния вируса с эндосомами, истощёнными по холестерину. Может инактивироать вновь образующиеся вирусные частицы, отпочкующиеся от мембраны заражённой клетки за счёт их отпочковывания от холестерин-обеднённой мембраны. Белок активен против вируса гриппа A, коронавираса SARS, вируса Марбург, вируса Эбола, вируса лихорадки денге, вируса лихорадки Западного Нила, ВИЧ-1 и вируса везикулярного стоматита. Играет важную роль в структурной стабильности и функционировании вакуолярной АТФазы (v-ATPase). Взаимодействует с эндосомальной v-ATPase, которая критически важна для правильной локализации клатрина и необходим для функционирования АТФазы в понижении кислотности в фагоцитарных эндосомах, что в результате устанавливает антивирусное состояние клетки.